# Rainfall (canção)
''Rainfall'' é uma canção da banda britânica de new wave A Flock Of Seagulls. Foi lançado como o terceiro single do quinto álbum da banda, intitulado de The Light At The End Of The World. O single, assim como o álbum foram lançados apenas nos Estados Unidos e não obtiveram posição nas paradas musicais, o single foi relançado em 2000 e tem um vídeo promocional que foi lançado junto com o single em 14 de maio de 1996.

## Sobre a canção
A música fala sobre o sentimento de perda de um parceiro, no caso uma garota e na superação de sua perda. A canção têm uma mistura de guitarra e sintetizador, criando um ar de ''angustia futurista''. Durante a composição da música e inclusive o álbum inteiro, Mike comentou que estavam o pressionando para lançar mais um álbum, ele disse em entrevista: “Muitas pessoas vinham me pressionando para fazer um álbum, e eu não estava no meu melhor naquele momento. Esse álbum sou eu, 'OK, aqui está um álbum, agora vá embora!' New Wave tinha dado um grande mergulho, eu não estava totalmente confiante e fiz um recorde para que pudesse limpar um pouco os decks. Não é o melhor álbum, mas há algumas músicas boas nele.”

## Faixas
7'' Big Shot (Estados Unidos)
1. Rainfall 7'' (3:33)
2. Rainfall 12'' (5:00)